# 費道純
費道純（？—？），四川省保寧府閬中縣人，清朝政治人物、同進士出身。
光緒十五年（1889年），参加光緒己丑科殿試，登進士三甲32名。同年五月，著主事，分部学习。